# Jonas Westberg
Jonas Westberg (* 16. Februar 1980) ist ein ehemaliger schwedischer Skispringer.

## Werdegang
Ab 1995 startete Westberg im Skisprung-Continental-Cup. Am 13. März 1997 gab Westberg sein Debüt im Skisprung-Weltcup. In Falun erreichte er den 61. Platz. Es blieb sein einziges Weltcup-Springen seiner Karriere. Bei den Schwedischen Meisterschaften 1998 gewann Westberg das Springen von der Normalschanze. Bis 2006 sprang Westberg anschließend noch weiter im Continental Cup. Dabei blieb er jedoch weitgehend erfolglos und beendete daraufhin 2006 seine aktive Skisprung-Karriere.